# Jakub Rezek
Jakub Rezek (*29. květen 1998 Uherský Brod) je český fotbalový záložník, od roku 2023 v SFC Opava. 

## Klubová kariéra
Odchovanec Slovácka, kde strávil početnou část své kariéry.

### 1. FC Slovácko
V Uherském Hradišti hrál 8 let, převážně za A-tým, avšak všechny branky vstřelil v třetiligové rezervě tohoto uherskohradištského klubu. 

### FC Vysočina Jihlava (hostování)
Dne 26. července 2019 přišel na sezónní hostování do Jihlavy. Za dobu angažmá odehrál 32 utkání a pětkrát rozvlnil síť.

### FC Hradec Králové (hostování)
Na roční hostování s možností opce k takzvaným Votrokům přišel dne 19. července 2021. Odehrál zde 11 zápasů, z toho 6 v B-týmu. Kvůli pouze 72 odehraných minut po půl roce odešel zpět do Slovácka.

### FK Pardubice (hostování)
Dne 22. ledna 2022 odešel na jarní část sezóny do FK Pardubice. Oproti neúspěšnému hostování v Hradci dostal prostor v 12 prvoligových zápasech, odehrál i 3 zápasy za B-tým.

### MFK Karviná
Po 8 strávených letech ve Slovácku přestoupil dne 19. července 2022 do Městského Fotbalového Klubu Karviná. Než se o rok později společně s Jaroslavem Málkem přesunul do Opavy, tak odehrál 31 zápasů a vstřelil 4 branky.

### SFC Opava
Malé herní vytížení nejspíše napomohlo Rezkovi k přestupu do SFC, a tak tam 8. září 2023 přestoupil. Podle slov opavského sportovního manažera Kolínka doufá, že se zde Rezek znovu nastartuje a pomůže sobě i klubu.

## Reprezentační kariéra
Rezek nastupoval za Českou fotbalovou reprezentaci pouze v juniorských kategoriích od U17 až U20. Za juniorské reprezentace odehrál 9 zápasů a dal jeden gól.